# Izbavitelj (1976.)
Izbavitelj, hrvatski dugometražni film iz 1976. godine.